# Jan Rywocki
Jan Rywocki (ur. ok. 1599 w Wielkim Łęcku, zm. 6 kwietnia 1666 w Warszawie) – polski jezuita, rektor kolegium jezuickiego w Braniewie, prowincjał zakonu jezuitów, poeta, pisarz nowołaciński, hagiograf i kaznodzieja.

## Życiorys

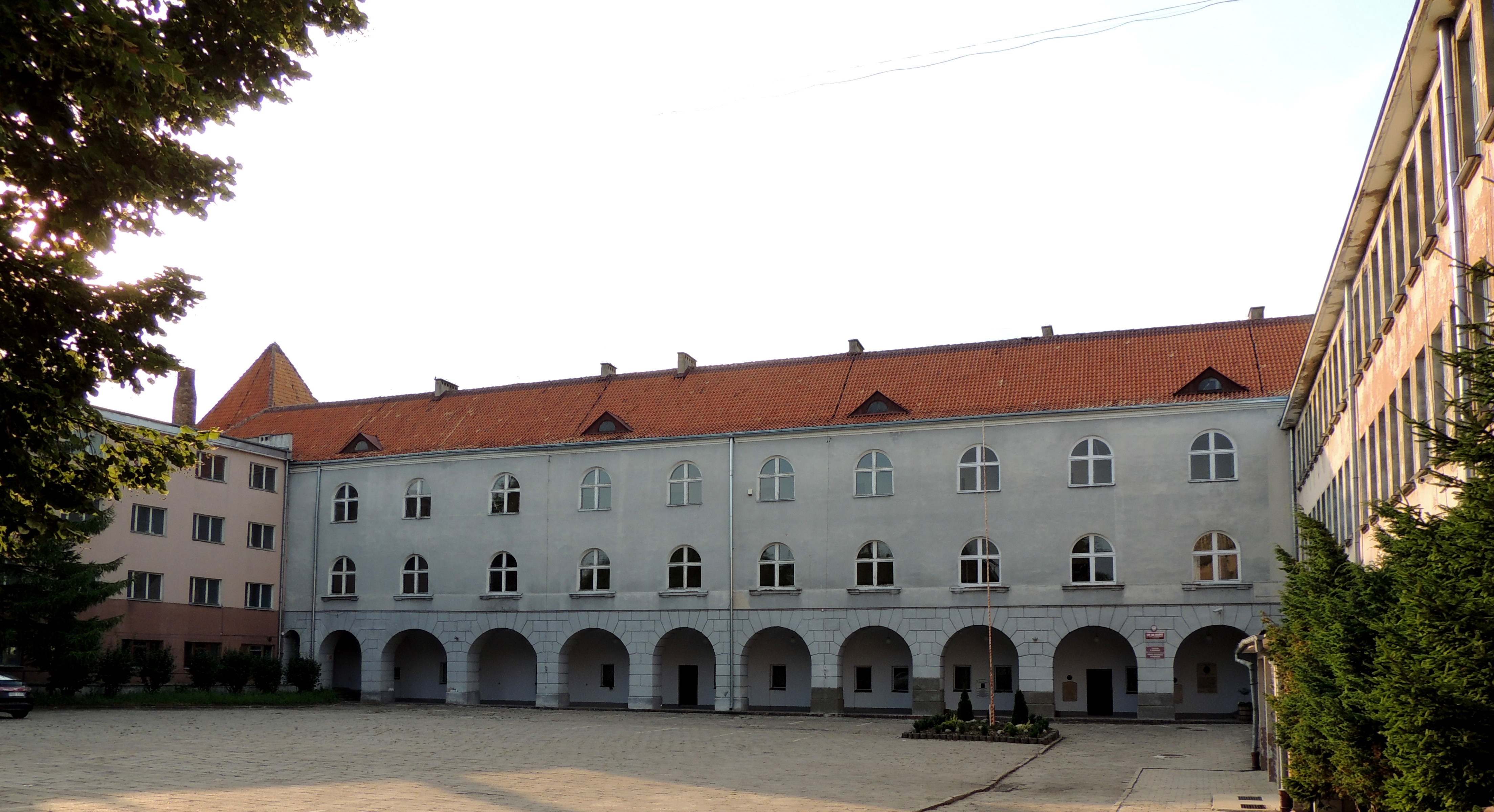
Kolegium jezuitów w Braniewie, którego rektorem był o. Jan Rywocki

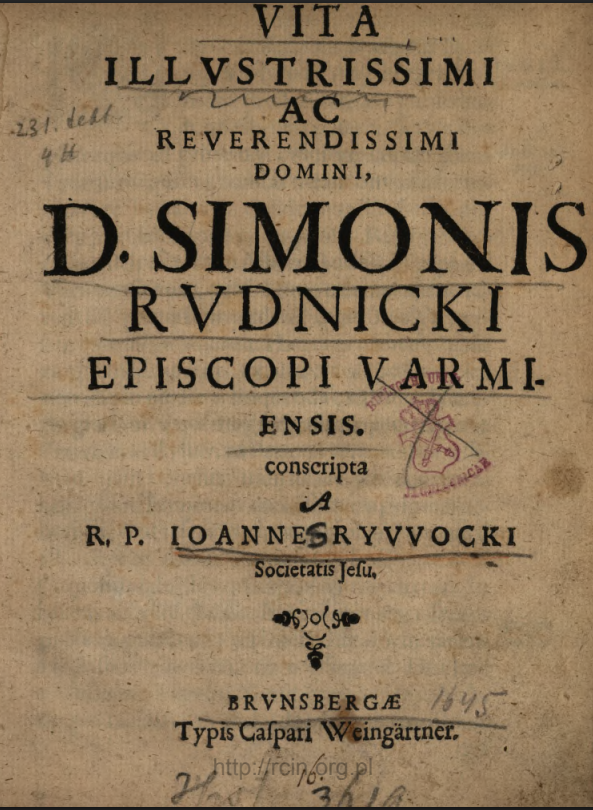
Biografia biskupa Szymona Rudnickiego, Braniewo 1645

Jan Rywocki urodził się w Łęcku Wielkim koło Działdowa w rodzinie polskiego pamiętnikarza, podróżnika oraz autora „Ksiąg peregrynackich” – Macieja Rywockiego herbu Prus.
Od 1608 kształcił się na dworze biskupa warmińskiego Szymona Rudnickiego. W 1639 zdobył tytuł magistra filozofii i nauk wyzwolonych w Akademii Wileńskiej. W 1641 został wicerektorem, a w 1642 rektorem kolegium jezuitów w Braniewie. Położył duże zasługi dla rozwoju kolegium w Braniewie. W 1641 otworzył w nim pełne studia jezuickie, zakupił także dwa majątki ziemskie dla kolegium oraz zbudował w Braniewie nowy obiekt szkolny. W 1645 był uczestnikiem po stronie katolickiej colloquium charitativum – wspólnego zjazdu katolików, luteran i kalwinistów w Toruniu, którego celem było uzyskanie jedności wiary i pokoju religijnego. W tym okresie wydał biografię biskupa warmińskiego Szymona Rudnickiego (Braniewo 1645). W 1646–1648 sprawował urząd rektora alumnatu papieskiego w Braniewie. W 1648 przeniesiony do Akademii Wileńskiej, gdzie został mianowany prof. Pisma św. oraz prefektem szkół. W 1650 uzyskał doktorat z filozofii, po czym został mianowany prowincjałem zakonu (1650–1652). Urząd sam złożył po dwóch latach. W 1654 został prepozytem domu profesorów w Warszawie. Podczas potopu szwedzkiego, w latach 1655–1656, schronił się w Czechach. W latach 1658–1660 ponownie regens seminarium duchownego w Braniewie, w latach 1662–1665 prowincjał w Warszawie. W 1661 był delegatem na XI Kongregcję Generalną w Rzymie.
Położył duże zasługi nie tylko na polu naukowym, ale także na polu literackiem. Był autorem wielu znakomitych kazań. Napisał kilka panegiryków na różne okoliczności, jak koronacja króla, na okoliczność ślubu czy śmierci królów polskich i znanych osób. Wśród nich można wymienić: Podziękowanie królowi Władysławowi IV za uwieńczenie doktorskie Sarbiewskiego; Mowa pogrzebowa na śmierć Władysława, ks. polskiego; Panegiryk pogrzebowy Radziwiłłowi. Ponadto opracował kilka innych dzieł: Arma catholica pro traditionibus et purgatorio contra Ante-Bellarminum Amerii Protestantis Francorani (Wilno, 1636 in folio);  Laurentalia rigensia contra praedieantem haereticum (Wilno 1638), Paraenesis ad Ministros calvinianos de spiritu privato ad sínodos non admitiendo (Wilno (1639).
Zmarł 6 kwietnia 1666 w Warszawie.